# Hertha Sponer

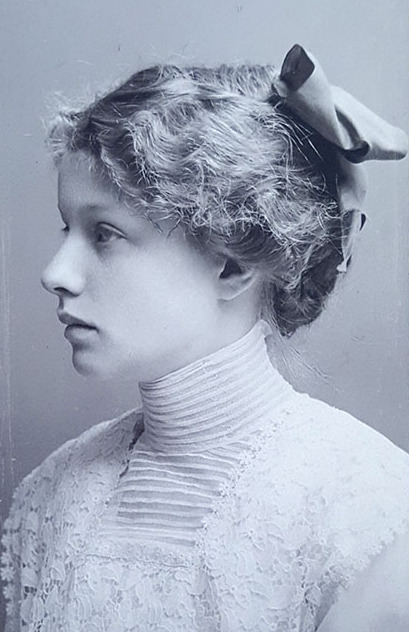
Hertha Sponer (1913)

Hertha Dorothea Elisabeth Sponer (* 1. September 1895 in Neisse (Schlesien); † 17. Februar 1968 in Ilten bei Hannover) war eine deutschamerikanische Physikerin. Als zweite Frau nach Emmy Noether habilitierte sie sich an der Universität Göttingen. Sie emigrierte 1936 in die USA und lehrte als Professorin bis zu ihrer Emeritierung an der Duke University. Wissenschaftlich bedeutsam sind ihre Beiträge zur Anwendung quantentheoretischer Methoden in der Atom- und Molekülphysik.

## Leben
Hertha Sponer wuchs in einer Kaufmannsfamilie mit zwei Schwestern und zwei Brüdern auf. Sie absolvierte zunächst eine damals für Frauen akzeptierte Ausbildung als Erzieherin und Volksschullehrerin in Hannover und Heidelberg, die sie 1913 abschloss. Bis 1915 arbeitete sie als Erzieherin, dann bis 1916 als Kriegsvertretung an einer Volksschule. 1917 legte sie an einem Realgymnasium die Reifeprüfung ab.

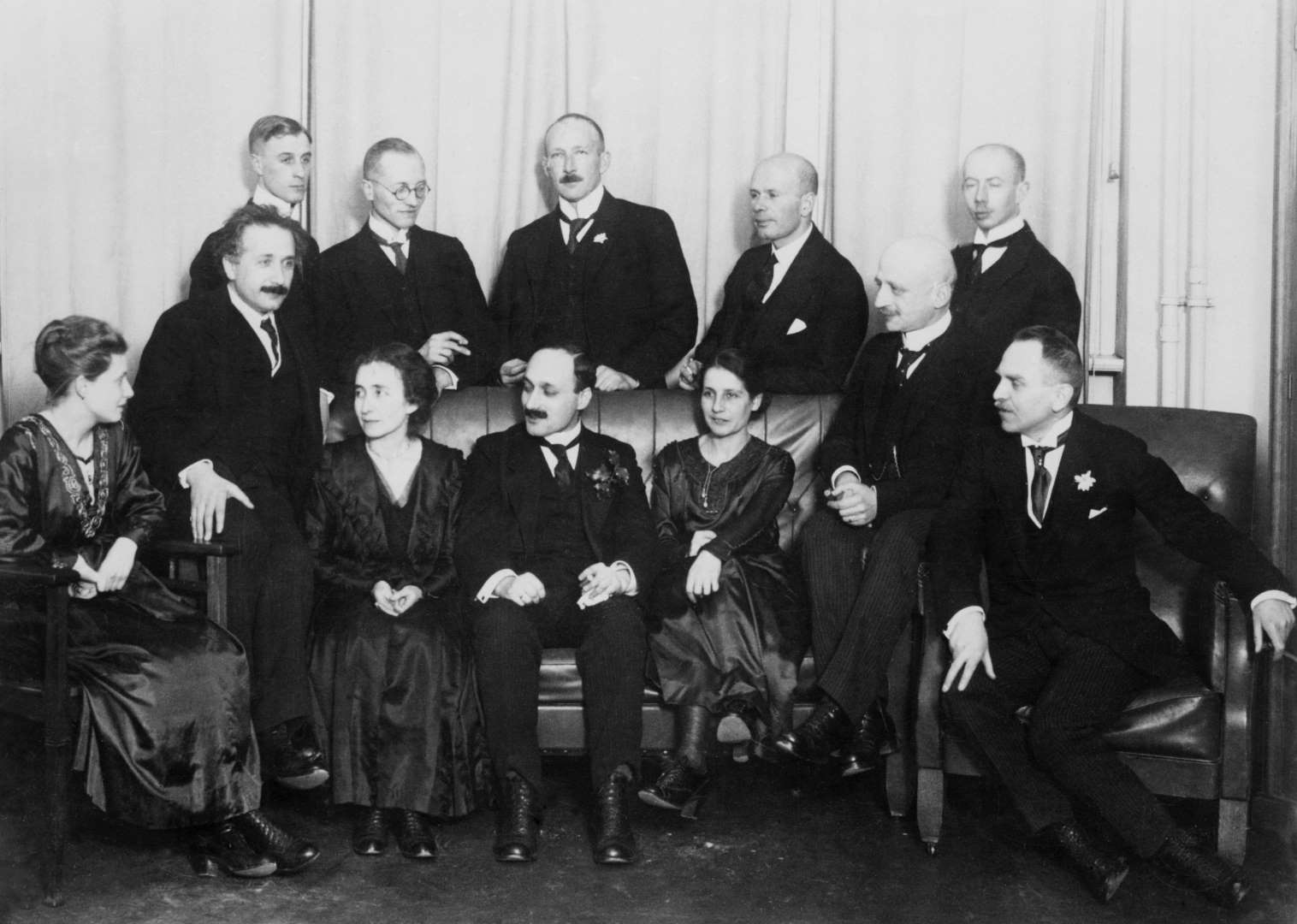
Hertha Sponer (unten links) mit Physikern und Chemikern beim Abschied von James Franck (unten Mitte) 1921 vom Kaiser-Wilhelm-Institut in Berlin

Sie studierte von 1917 bis 1918 Physik in Tübingen, anschließend in Göttingen, wo sie 1920 nach nur sechs Semestern bei Peter Debye promovierte. Ihre Dissertation Über ultrarote Absorption zweiatomiger Gase gehört zu den ersten Arbeiten, in denen durch Molekül-Rotation hervorgerufene Spektralbanden mit quantentheoretischen Methoden behandelt wurden. Am Kaiser-Wilhelm-Institut für Physikalische Chemie in Berlin war sie Mitarbeiterin des Nobelpreisträgers James Franck und bildete sich bei Arthur Wehnelt experimentell weiter. 1921 ging sie mit Franck an die Universität Göttingen zurück, wo sie ihre Untersuchungen zum Elektronenstoß fortsetzte. Gegen den Widerstand der Fakultät habilitierte sie sich 1925 mit der Schrift Anregungspotentiale der Bandenspektren des Stickstoffs und erhielt die Venia legendi. Sie ist damit die zweite Frau nach der Mathematikerin Emmy Noether mit einer Habilitation an der Universität Göttingen und gehört mit Lise Meitner 1922 in Berlin und Hedwig Kohn 1930 in Breslau zu den ersten drei im Fach Physik habilitierten Frauen in Deutschland. Ein Rockefeller-Stipendium ermöglichte ihr 1925/26 einen einjährigen Forschungsaufenthalt in Berkeley, Kalifornien.
Bis 1932 war Sponer Privatdozentin und danach bis 1934 außerordentliche Professorin in Göttingen. Die Arbeitsgruppe um Franck, der jüdischer Abstammung war, wurde aufgelöst, nachdem dieser gegen die NS-Rassenpolitik protestiert und am 17. April 1933 sein Professorenamt niedergelegt hatte. Durch den Einfluss von Robert Wichard Pohl hatte Sponer in Göttingen keine Chance mehr, da dieser Frauen in akademischer Stellung nicht duldete. Im Herbst 1933 nahm Herta Sponer mit Hilfe der Rockefeller Foundation eine Professur am Institut für Physik in Oslo an, wo sie von 1934 bis 1936 lehrte. Sie emigrierte 1936 in die USA. Dort half ihr der ebenfalls emigrierte Mineraloge Viktor Moritz Goldschmidt.
Von 1936 bis zu ihrer Emeritierung mit 70 Jahren lehrte sie als Ordentliche Professorin an der Duke University, Durham, North Carolina. Einer ihrer ersten Assistenten war der Physiker Edward Teller. 1939 gelang es ihr, zur Rettung von Hedwig Kohn aus Nazi-Deutschland beizutragen. 1946 heiratete sie ihren früheren Mentor und Freund, James Franck, der Professor in Chicago war. Sie hatte 1952/53 eine Gastprofessur an der Universität Uppsala und unternahm 1962 eine Vortragsreise in Japan und Indien.
Nach dem Tod von James Franck im Mai 1964 kehrte Hertha Sponer an Alzheimer erkrankt 1966 allein nach Deutschland zurück und wurde von der Familie ihrer jüngsten Schwester Charlotte Schönbach in Celle aufgenommen. Sie starb am 17. Februar 1968 in den Wahrendorffschen Krankenanstalten in Ilten/Hannover. Die Beisetzung fand am 23. Februar 1968 in Celle statt.

## Leistungen
Hertha Sponer leistete umfassende Beiträge zur Anwendung quantentheoretischer Methoden in der Atom- und Molekülphysik. Bekannt ist z. B. die Birge-Sponer-Auftragung zur Bestimmung der Dissoziationsenergie von Molekülen aus spektroskopischen Daten. Als ihr bedeutendster Beitrag zur Molekülphysik gilt ihr zweibändiges Werk Molekülspektren und ihre Anwendung auf chemische Probleme.

## Ehrungen
Nach ihr ist der Hertha-Sponer-Preis benannt, der seit 2002 alljährlich von der Deutschen Physikalischen Gesellschaft an junge, wissenschaftlich erfolgreiche Physikerinnen vergeben wird. Die Duke University etablierte 2007 die Vorlesungsreihe „Hertha Sponer Presidential Lectureship“ für angesehene Wissenschaftlerinnen. Die erste Vorlesung hielt die amerikanische Physikerin Margaret Murnane.
Die Stadt Göttingen benannte nach ihr 2003 die Hertha-Sponer-Straße. Der Gemeinderat der Stadt Karlsruhe benannte nach ihr 2023 die Hertha-Sponer-Straße. Weitere Straßenbenennungen gibt es in einem Gewerbegebiet der Stadt Rosbach vor der Höhe mit der Hertha-Sponer-Straße und in Erlangen im öffentlich zugänglichen Siemens Campus dem Hertha-Sponer-Weg.

## Familie
Eine ihrer beiden Schwestern war die promovierte Romanistin und Widerstandskämpferin gegen das Nazi-Regime Margot Sponer (1898–1945).

## Trivia
1948 entstand in Durham ein von Marianne Manasse gemaltes Porträt von ihr, das sich im Besitz der Duke University befindet.

## Schriften
- Molekülspektren und ihre Anwendung auf chemische Probleme (= Struktur und Eigenschaften der Materie in Einzeldarstellungen. 15–16, ZDB-ID 527570-2). 2 Bände (Band 1: Tabellen. Band 2: Text.). Springer, Berlin 1935–1936.
- mit Raymond T. Birge: The Heat of Dissociation of Non-Polar Molecules. In: Physical Review. Bd. 28, Nr. 2, 1926, S. 259–283, doi:10.1103/PhysRev.28.259.
- mit James Franck und Edward Teller: Bemerkungen über Prädissoziationsspektren dreiatomiger Moleküle. In: Zeitschrift für Physikalische Chemie. Abt. B: Chemie der Elementarprozesse, Aufbau der Materie. Bd. 18, 1932, S. 88–101, doi:10.1515/zpch-1932-1809.

## Stipendien und Mitgliedschaften
- 1925–26 Rockefeller Foundation Fellow
- 1952–53 Guggenheim Fellow
- Fellow, New York Academy of Sciences
- Fellow, Optical Society of America
- Fellow, American Physical Society